# Orthomiscus pectoralis
Orthomiscus pectoralis är en stekelart som först beskrevs av Hellen 1951.  Orthomiscus pectoralis ingår i släktet Orthomiscus och familjen brokparasitsteklar. Inga underarter finns listade i Catalogue of Life.